# Bogislau II, Duque da Pomerânia
Bogislau II (1177 – 23 de janeiro de 1220) foi um Duque da Pomerânia-Estetino, de 1187 até sua morte.

## Vida
Bogislau II era filho de Bogislau I, Duque da Pomerânia, e sua segunda esposa, Anastácia da Grande Polônia, filha de Miecislau III da Polônia. Ele ainda era menor de idade quando seu pai morreu, em 1187. Bogislau e seu irmão, Casimiro II, ficaram sob a regência e a tutela de sua mãe e do castelão Venceslau II de Estetino, do ramo Swantiborides da Dinastia Grifo, que é referido em documentos oficiais como um governador ou vidama
Após uma falha na tentativa de acabar com a soberania dinamarquesa, Anastácia e seus filhos tiveram que ir para a Dinamarca, para serem investidos com a Pomerânia, pessoalmente pelo rei dinamarquês. Uma consequência da influência dinamarquesa foi que durante a guerra contra Jaromar I da Rugia, Jaromar foi feito guardião e administrador, substituindo Venceslau e, na Paz de Nyborg, a Pomerânia perdeu as áreas disputadas em volta de Wolgast e Loitz.
Em 1209, os Duques da Pomerânia começou outra guerra contra Jaromar I e a cidade de Stralsund, que estava florescendo sob a sua proteção. Esta guerra também não teve sucesso, e o conflito foi resolvido na dieta dinamarquesa de 1216. A soberania dinamarquesa foi confirmada e os laços com a Dinamarca foram reforçados por um casamento entre Casimiro II e a princesa dinamarquesa Íngride, filha do Rei Canuto V.
Logo depois, estourou a guerra entre a Dinamarca e Brandemburgo. O Margrave Otão II derrotou o exército dinamarquês, sob o comando de Peter de Roskilde, e ocupou a Pomerânia. No entanto, ele não pôde permanentemente reclamar a Pomerânia e permaneceu sob a soberania dinamarquesa. Durante a subsequente disputa pelo trono, entre Filipe da Suábia, da Casa de Hohenstaufen, e Otão IV, da Casa de Guelfo, o Rei Valdemar II da Dinamarca assumiu o controle do norte da Alemanha. A Dinamarca atingiu o auge de seu poder e Valdemar governou como Rei dos Dinamarqueses, Eslavos, Jutos e Nordalbíngios. Esta ocupação foi reconhecida até mesmo pelo Império, no sentido de que, quando o imperador guelfo, Otão IV, aliou-se a Weissensee, com o Margrave de Alberto II de Brandemburgo, Valdemar aliou-se a Hohenstaufen, com o sacro-imperador Frederico II. Em 1214, em Metz, Frederico II investiu Valdemar de todos os territórios alemães e eslavos ao norte dos rios Elba e Elde, e esta investidura foi confirmada pelo Papa Inocêncio III.
Brandemburgo atacou os territórios alemães de Valdemar, mas Valdemar e os duques da Pomerânia repeliram os ataques. Depois deste sucesso e das alterações de divisas com a Rugia, em 1216, a Pomerânia começou a ganhar força e florescer. A soberania dos Duques sobre Gützkow e Demmin foi garantida e a economia e a cultura foram estimulados pela imigração de colonos alemães e pelo mosteiro que Jaromar I tinha fundado em Eldena. Importante, também, foi a presença do bispo Cristiano de Oliva, que converteu os apóstatas prussianos. Cristiano e os duques repovoaram o deserto monastério de Dargun. Em 1218, a gragilizado bispo Sigwin de Cammin morreu e foi sucedido pelo seu reitor, o mais vigoroso Conrado II de Salzwedel. Bogislau juntou-se à Cruzada contra os prussianos.
Casimiro II morreu em 1217, durante uma peregrinação à Terra Santa. Depois da morte de Casimiro, Bogislau governou sozinho. Este período foi o mais pacífico.
Bogislau II morreu em 23 de janeiro de 1220. De acordo com a lenda, ele foi enterrado em Keniz, uma fortaleza que tinha sido construída na fronteira entre a Pomerânia e Brandemburgo.

## Casamento e descendência
Bogislau II era casado com Miroslava, filha do Duque Mestwin I da Pomerélia. Eles tiveram três filhos:
- Barnim I (1210 – 1278)
- Voislava (morta em 1229)
- Dobroslava, (1166 - 1220), que se casou com:
  1. Boleslau de Mieszkowice, Príncipe da Cujávia

  2. Venceslau de Gützkow, Castelão de Estetino